# バレッタ
バレッタ（Valletta）は、マルタ共和国の首都。ヴァレッタとも表記される。マルタ語ではイル・ベルト（Il-Belt 「都市」の意味）と呼ばれる。人口は5,730人（2016年）。マルタ島東部に位置し、港を見下ろすシベラスの丘の上にある。ホスピタル騎士団 (Knights Hospitaller) の時代以降の多くの建造物が残る。一部の地域では、バロック建築・マニエリスム建築・近代建築・新古典主義建築など多様な建築様式も見られる。第二次世界大戦では戦禍に巻き込まれ、多くの歴史的建造物が被害を受けた。1980年、ユネスコの世界遺産（文化遺産）に登録された。

## 市名の由来
1565年にオスマン帝国からの防衛に成功した聖ヨハネ騎士団（のちのマルタ騎士団）の総長ジャン・ド・ヴァレットにちなみ命名された。聖ヨハネ騎士団での正式な都市名は、「フミリッシマ・チヴィタス・ヴァレッタ」Humilissima Civitas Valletta（最も謹ましやかなバレッタ市）であった。
その正式名とは逆に、バレッタのバロック様式の建築物の美しさや、堡塁・幕壁・半月堡や公園・教会が都市を彩る様から、欧州の上流階級の間では、バレッタは「スペルビッシマ」Superbissima（最も高貴な）都市と呼ばれるようになっていった。
のちのイギリス首相ベンジャミン・ディズレーリは1830年8月に、友人ジョージ・ゴードン・バイロンの推薦でバレッタを訪問した。ディズレーリはバレッタを『紳士が紳士のために建てた宮殿都市』と称した。

## 歴史

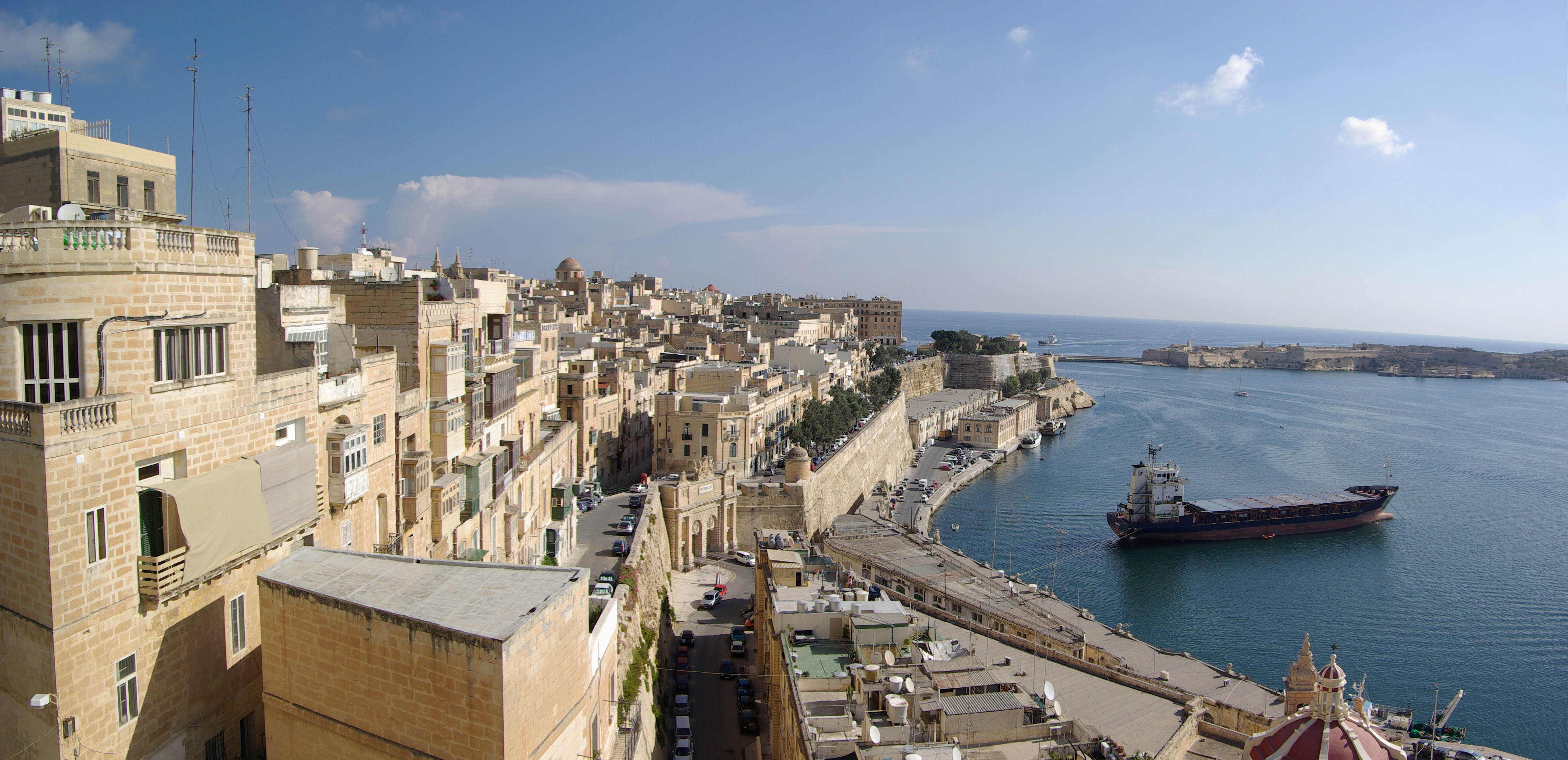
バレッタの街並み

バレッタの礎石は、1566年3月28日に聖ヨハネ騎士団総長ジャン・ド・ヴァレットの手で、勝利の聖母に捧げられた勝利の聖母教会に置かれた。1565年のマルタ大包囲戦が終わってすぐ後に、騎士団はシベラス半島上に新都市建設を決めた。マルタにおいて騎士団の存在が磐石になるよう、効果的に騎士団の島内での本拠地が選ばれた。計画都市として都市設計は、フランチェスコ・ラパレッリが行い、最も重要とされる建物の多くはジェローラモ・カッサールが建設した。従って、バレッタには16世紀以降に建てられた建物が多い。
バレッタの都市計画はマルタ諸島では斬新なもので、不規則に曲がりくねった通りと小路のある自治体が多い中で、バレッタは格子状の街区に設計された。バレッタには排他的な制限区域も何ら設けられなかった。市門から始まる通りは広く真っ直ぐで聖エルモ砦に至る。47mの高さの砲台も建てられた。
ヴァレットは都市の完成を見届けることなく1568年8月21日に74歳で死に、勝利の聖母教会に埋葬されたがのちに聖ヨハネ准司教座聖堂が建つとそこへ移葬された。ヴァレットの墓は今、他の総長らの墓に囲まれている。
騎士団が島から追放され、フランスの短い支配を受けた後、イギリスの支配となりバレッタでは都市の再建が始まった。市門は拡大され、建物は解体や再建が進み、家は増築され公共の施設も設けられた。しかし第二次世界大戦中のナチス・ドイツやイタリア軍の空襲で犠牲者は7千人にのぼり、多くの建築物が損傷し町は壊滅的打撃を受け、現在の町は戦後になって元に近い形に再建されたものである。19世紀にバレッタの市の入り口として建てられた壮麗なロイヤル・オペラ・ハウスも失われた。
1980年には第24回チェス・オリンピアードを開催した。

## 人口
バレッタの市域は非常に狭い（およそ1km×0.6km）ため市の人口は少ないが、マルタ島全体が都市圏となっており実質的な人口は約40万人である。第二次世界大戦後、郊外の町に新興住宅地が造成され、バレッタの人口流出が続いた。しかし、バレッタがマルタ最大の商業・行政中心地であることには変わりがない。

## 地勢
バレッタは三方を海に囲まれており、陸地と繋がっているのは南だけである。この南面の城壁は特に堅牢に造られており、巨大な堡塁と深い堀割によって守りを固めている。
バレッタには2つの港がある。グランド・ハーバーとマルサムシェット・ハーバーである。グランド・ハーバーはマルタ島の主要な港湾で、マルサムシェット・ハーバーの方ではレガッタなども行われる。

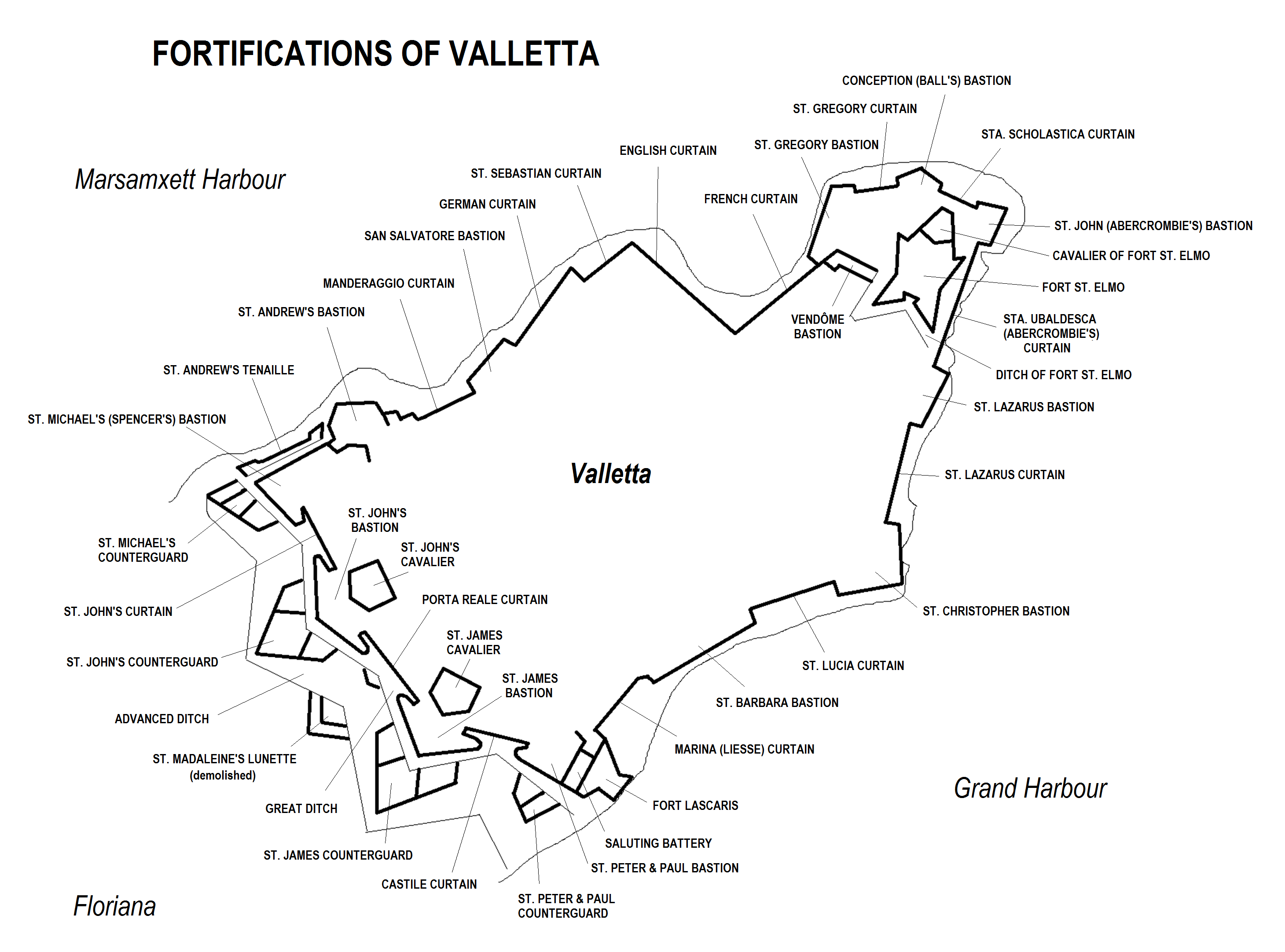
バレッタの城壁

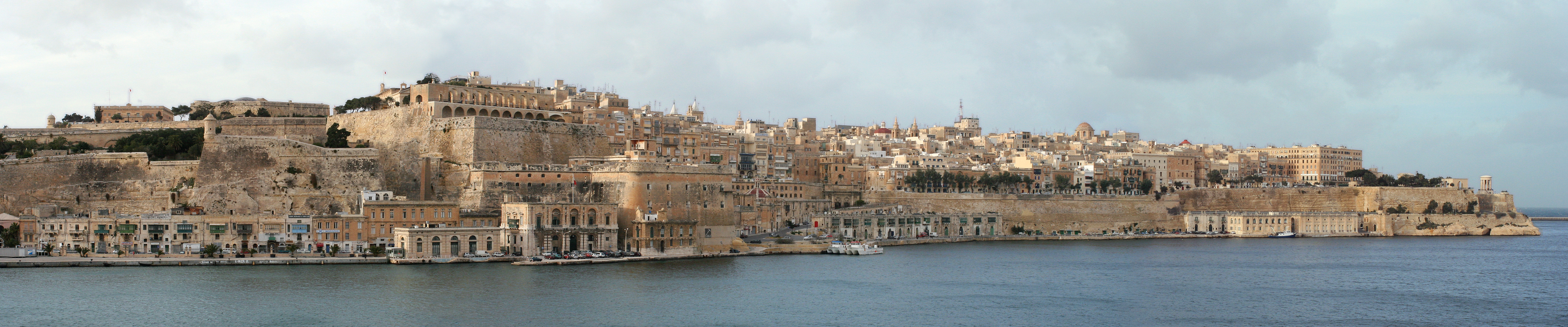
港から見た城郭都市バレッタ

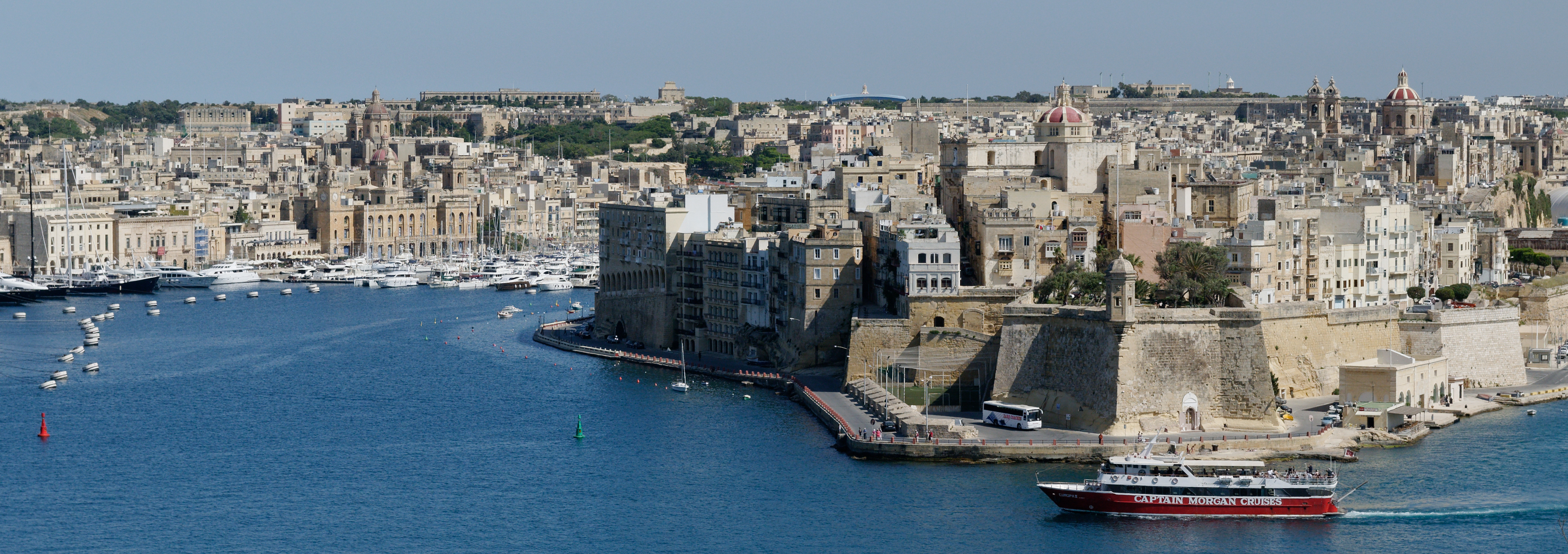
グランド・ハーバー

## 気候
| バレッタの気候         | バレッタの気候 | バレッタの気候 | バレッタの気候 | バレッタの気候 | バレッタの気候 | バレッタの気候 | バレッタの気候 | バレッタの気候 | バレッタの気候 | バレッタの気候 | バレッタの気候 | バレッタの気候 | バレッタの気候 |
| 月                     | 1月            | 2月            | 3月            | 4月            | 5月            | 6月            | 7月            | 8月            | 9月            | 10月           | 11月           | 12月           | 年             |
| ---------------------- | -------------- | -------------- | -------------- | -------------- | -------------- | -------------- | -------------- | -------------- | -------------- | -------------- | -------------- | -------------- | -------------- |
| 最高気温記録 °C （°F） | 24.5 (76.1)    | 23.7 (74.7)    | 25.6 (78.1)    | 30.2 (86.4)    | 33.8 (92.8)    | 38.9 (102)     | 41.9 (107.4)   | 43.1 (109.6)   | 35.8 (96.4)    | 30.0 (86)      | 26.2 (79.2)    | 24.3 (75.7)    | 43.1 (109.6)   |
| 平均最高気温 °C （°F） | 15 (59)        | 15 (59)        | 16 (61)        | 18 (64)        | 22 (72)        | 26 (79)        | 30 (86)        | 30 (86)        | 27 (81)        | 23 (73)        | 19 (66)        | 16 (61)        | 21 (70)        |
| 日平均気温 °C （°F）   | 12 (54)        | 12 (54)        | 13 (55)        | 15 (59)        | 18 (64)        | 22 (72)        | 26 (79)        | 26 (79)        | 24 (75)        | 21 (70)        | 16 (61)        | 13 (55)        | 18 (64)        |
| 平均最低気温 °C （°F） | 9 (48)         | 9 (48)         | 10 (50)        | 12 (54)        | 15 (59)        | 18 (64)        | 21 (70)        | 22 (72)        | 20 (68)        | 17 (63)        | 13 (55)        | 11 (52)        | 15 (59)        |
| 最低気温記録 °C （°F） | 0.4 (32.7)     | 0.6 (33.1)     | 2.8 (37)       | 4.1 (39.4)     | 5.7 (42.3)     | 7.2 (45)       | 8.5 (47.3)     | 8.2 (46.8)     | 6.5 (43.7)     | 4.3 (39.7)     | 1.7 (35.1)     | 0.1 (32.2)     | 0.1 (32.2)     |
| 降水量 cm （inch）     | 8.9 (3.5)      | 5.6 (2.2)      | 4.7 (1.85)     | 2.8 (1.1)      | 1.3 (0.51)     | 0.3 (0.12)     | 0.2 (0.08)     | 0.1 (0.04)     | 3.1 (1.22)     | 7.9 (3.11)     | 9.2 (3.62)     | 10.3 (4.06)    | 54.4 (21.42)   |
| 出典：Weatherbase      |                |                |                |                |                |                |                |                |                |                |                |                |                |

## 交通

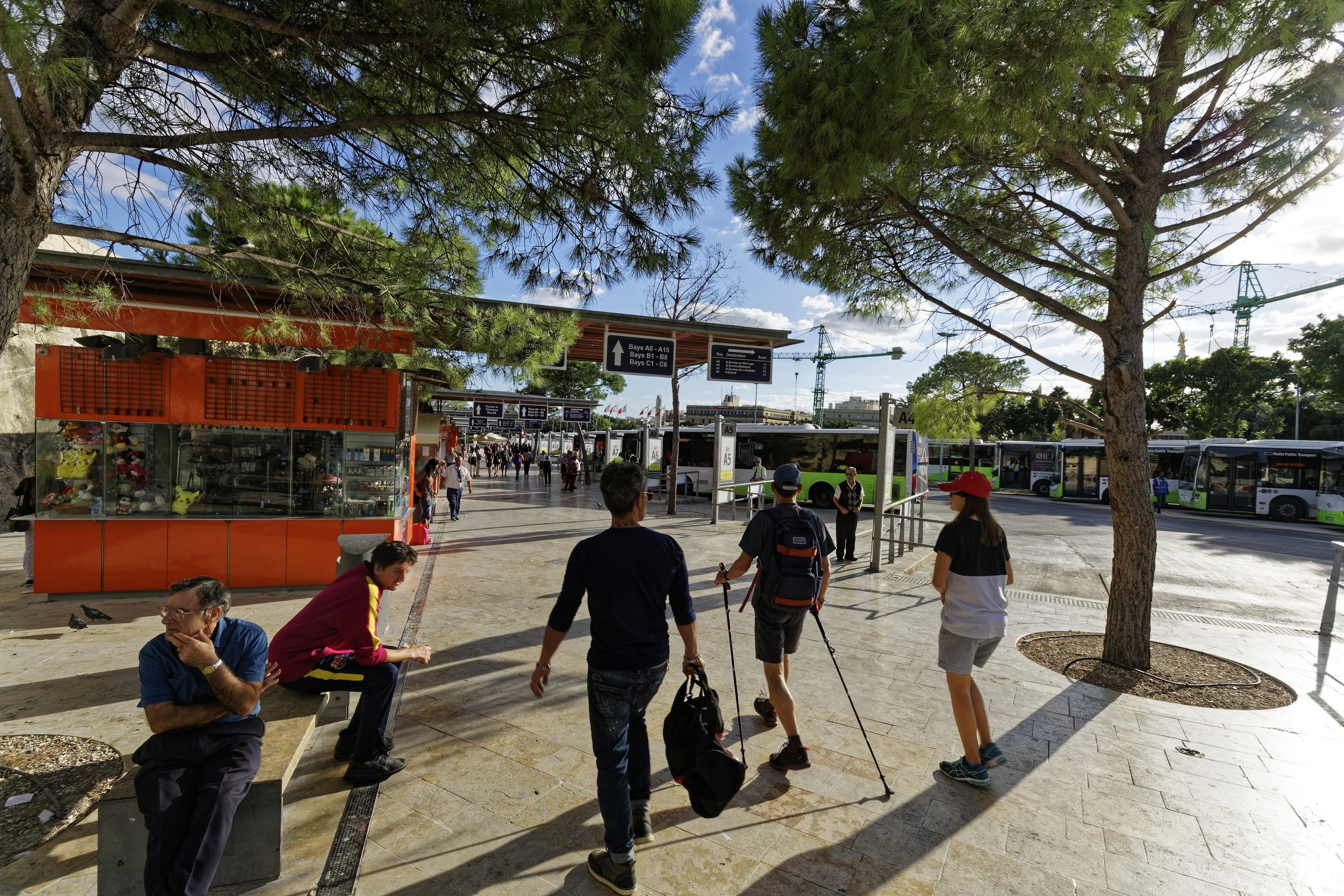
バレッタ・バスターミナル

8km離れてマルタ国際空港がある。マルタ唯一の空港で、マルタ航空がハブ空港としている。
マルタ島の公共交通機関はバスで、バレッタを基点に運行されている。市門の外に中央ターミナルがある。市街での交通は制限されており、主要な通りのいくつかは完全に歩行者天国となっている。
2006年に郊外を中心に、パークアンドライドが導入された。フロリアーナ公共駐車場に車を置いて、ライトバンに乗り換える。
さらに、2007年にはロンドンを真似たようなコンジェスチョン・チャージ（混雑課金）も導入された。

## 主な歴史的建築物
- マルタ騎士団総長館 - 現在はマルタ大統領官邸。武器庫が博物館となっており、騎士たちの鎧や武具、オスマン帝国の鎧帷子や大砲を展示している。
- 聖ヨハネ准司教座聖堂 - 1578年完成。マルタ騎士団の聖堂であるため、本堂の床面や柱が騎士たちの墓となっている。併設されている美術館には、カラヴァッジオの大作『洗礼者聖ヨハネの斬首』と『聖ヒエロニムス』が展示されている。
- カスティーリャ騎士館 (Auberge de Castelle) - かつて騎士団のカスティーリャ出身者の宿舎。現在はマルタ首相官邸
- 勝利の聖母教会（英語版） - バレッタ最古の建築物。
- カーマライト教会 - カルメル会派教会
- マノエル劇場 - 18世紀に当時の総長アントニオ・マノエル・デ・ヴィリェナの命令で建築。ヨーロッパで使用されている劇場の中で3番目に古い。
- ロイヤル・オペラ・ハウス（英語版） - イギリス人建築家エドワード・ミドルトン・バリの設計で、1866年完成。第二次世界大戦中の1942年4月、ドイツ空軍の爆撃で破壊され廃墟と化した。現在は野外音楽堂。
- 聖アンジェロ砦　バレッタを望む位置にある元はマルタ騎士団の砦で、バレッタの町より先に建設され、オスマン帝国の攻撃にも陥落しなかったとされる。現在も一部をヨハネ騎士団が所有し騎士団所有部分では治外法権が認められていて、マルタ共和国の旗とヨハネ騎士団の旗が掲揚されている。

## ギャラリー

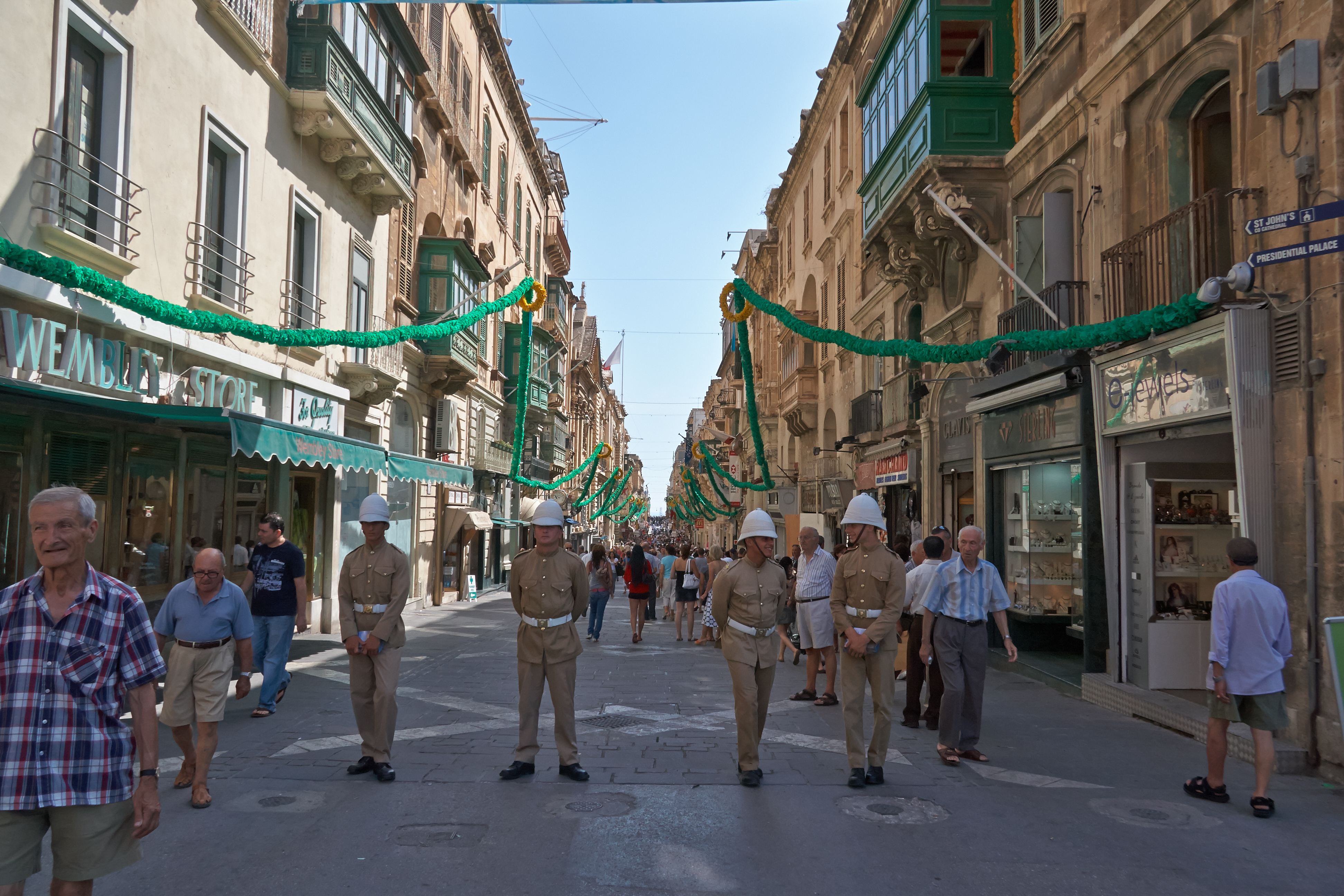
バレッタの目抜き通り、リパブリック通り
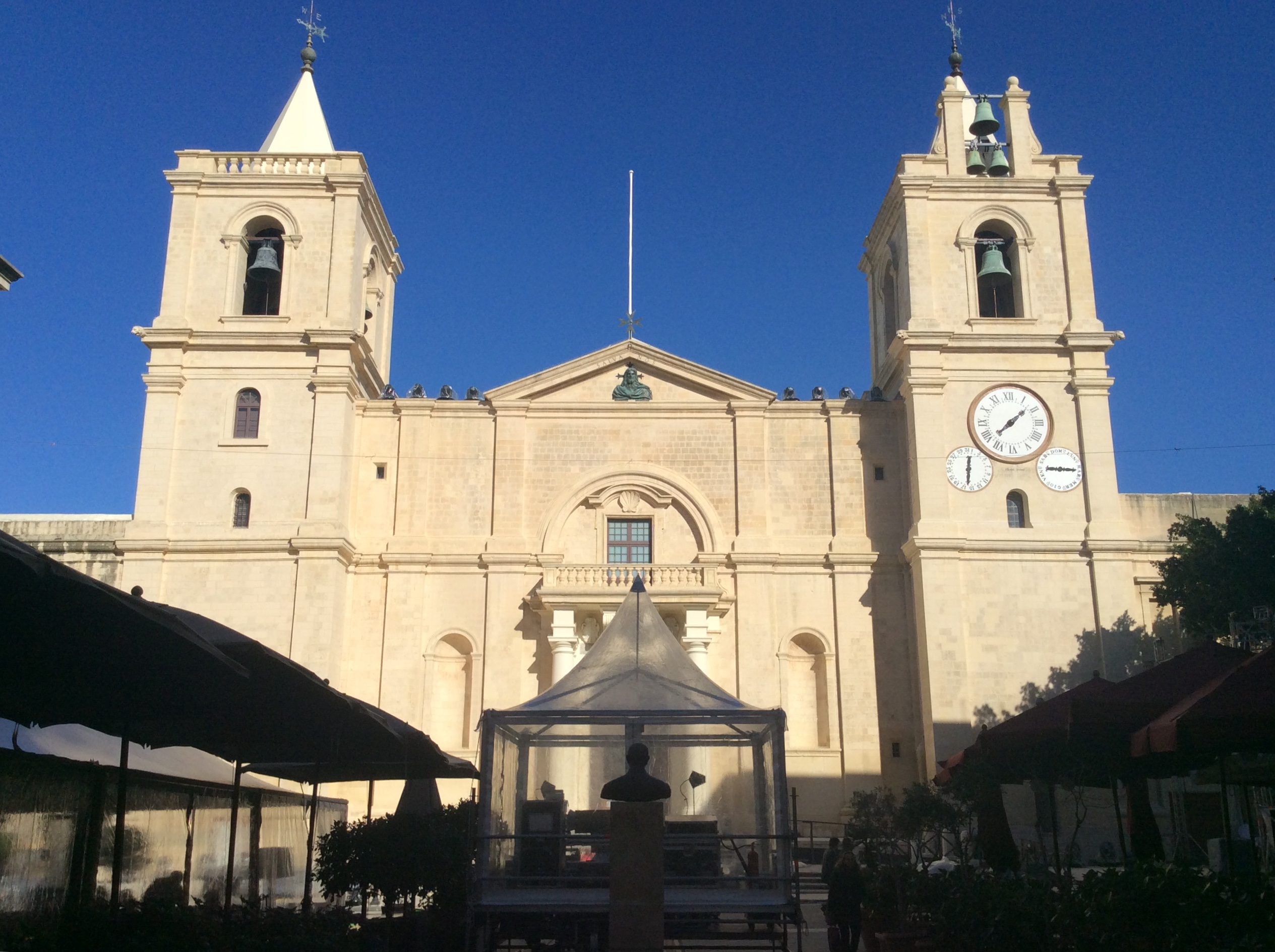
聖ヨハネ准司教座聖堂
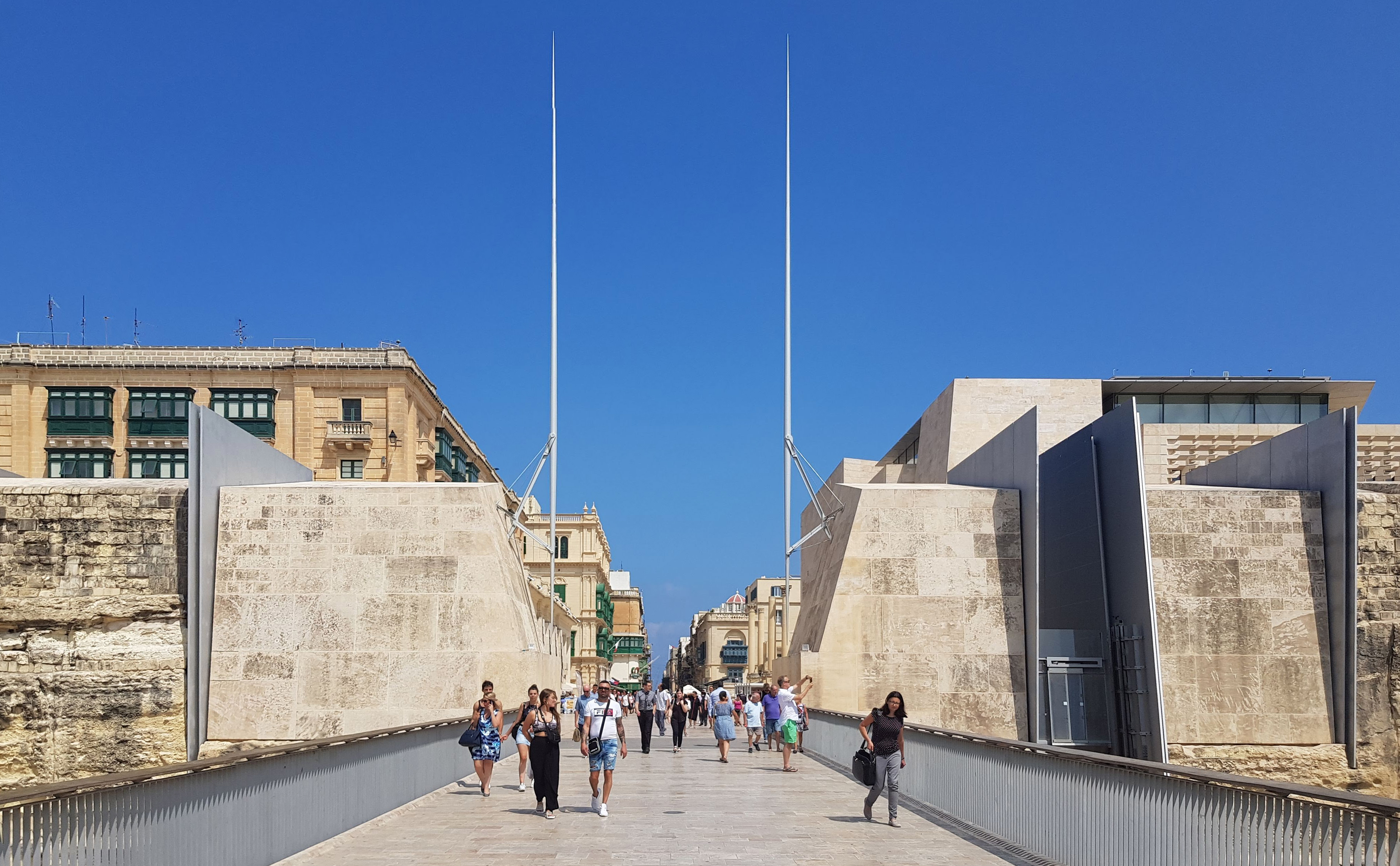
城門
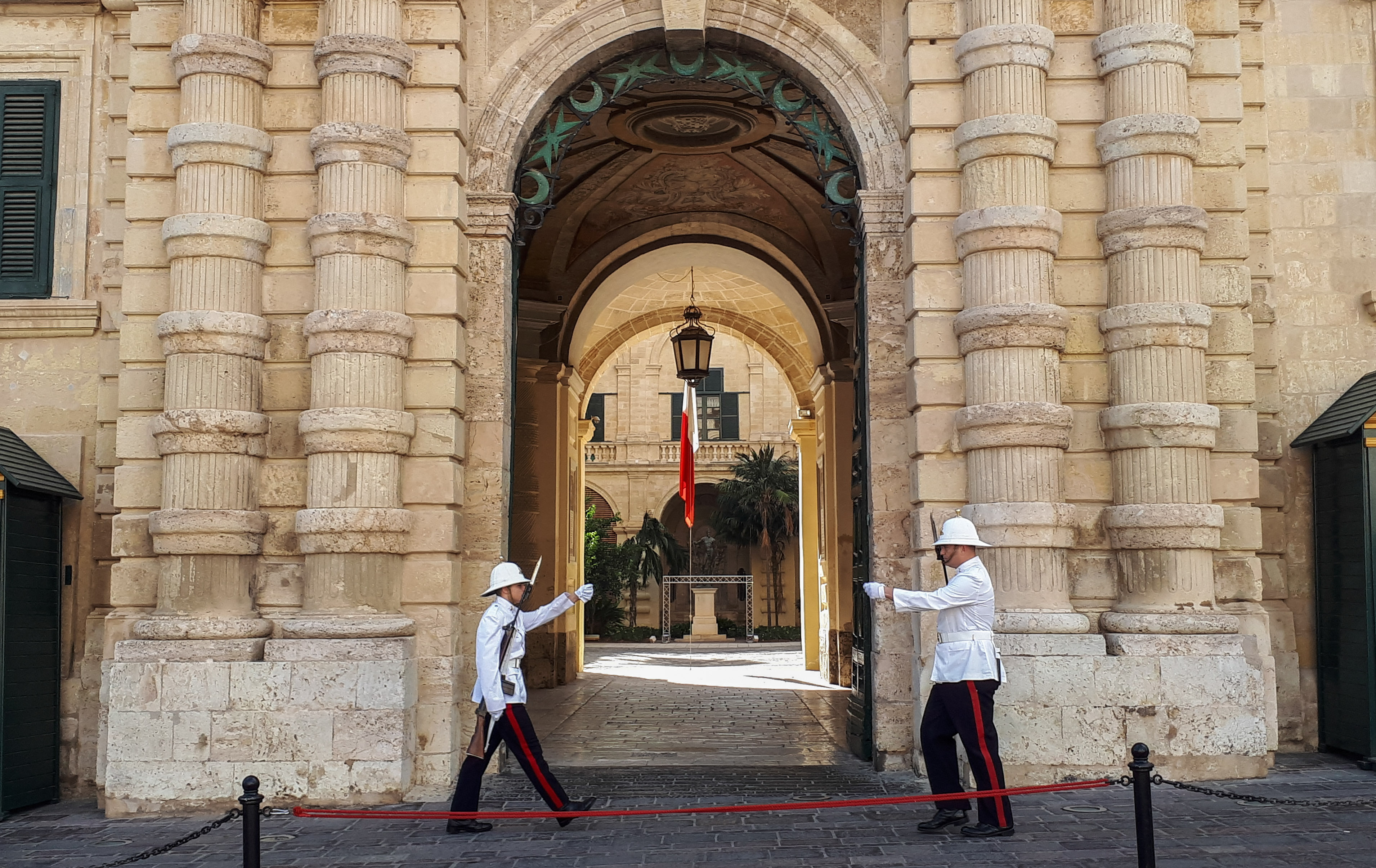
マルタ騎士団総長館
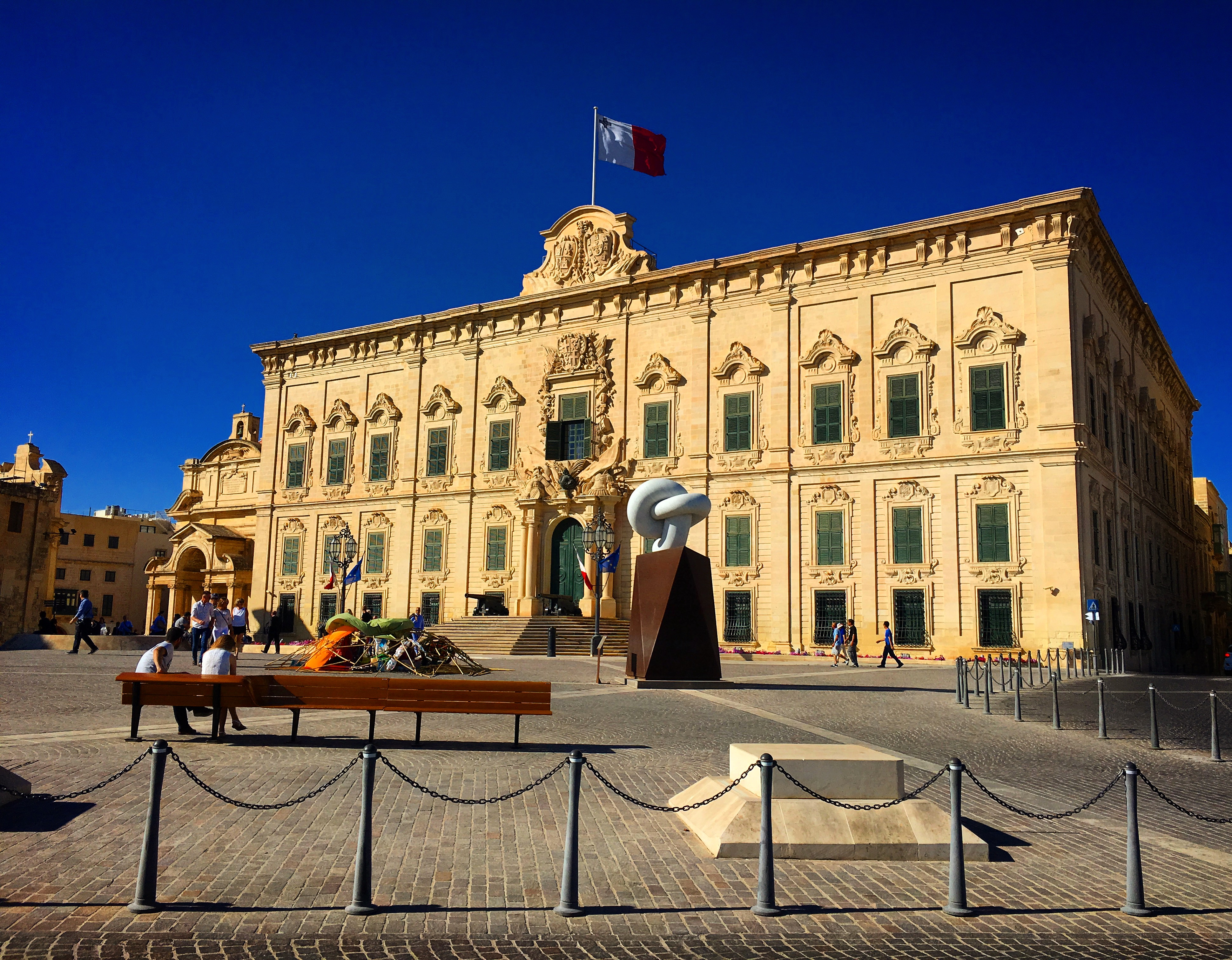
カスティーリャ騎士館
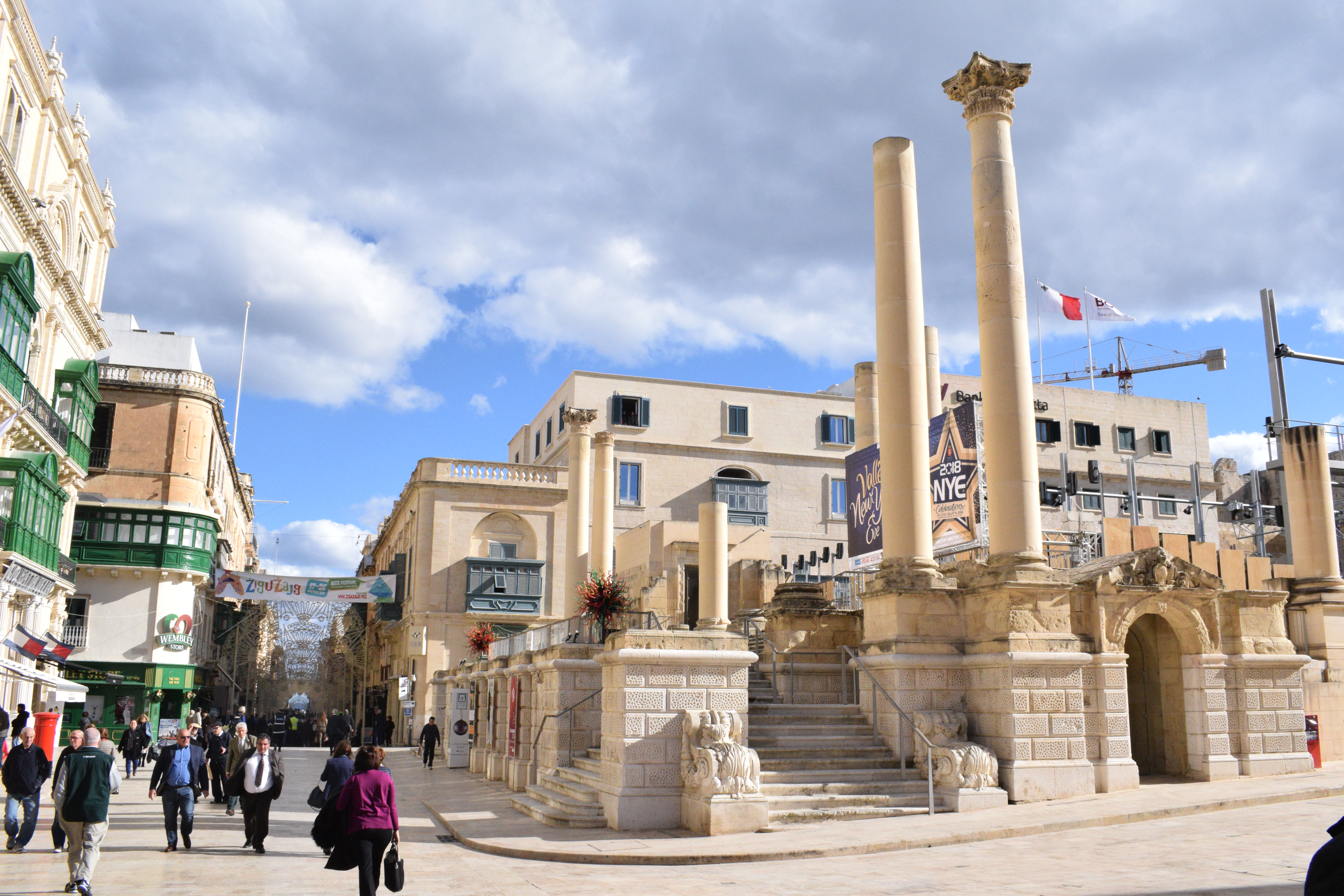
ロイヤル・オペラ・ハウスの廃墟
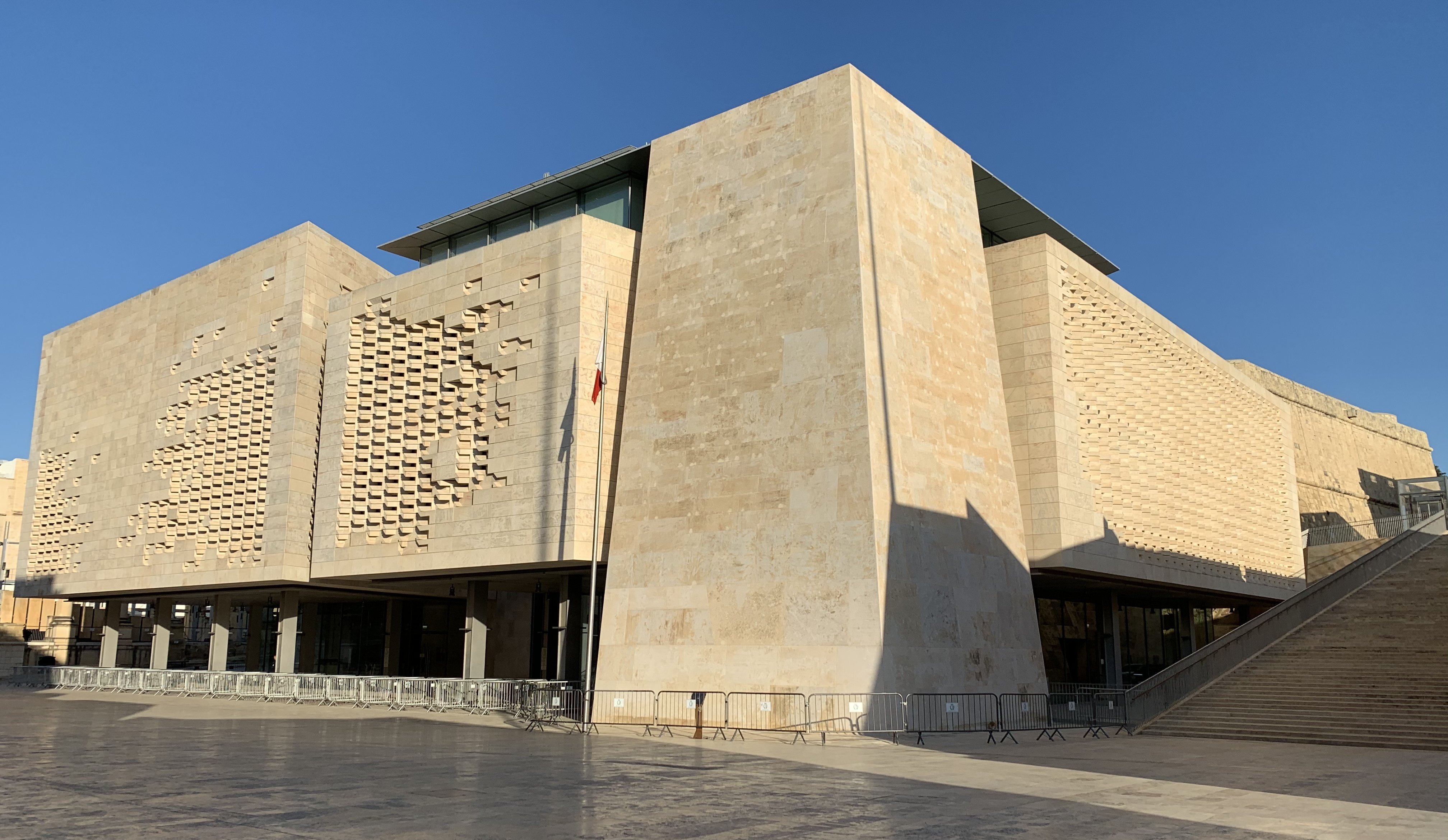
国会議事堂
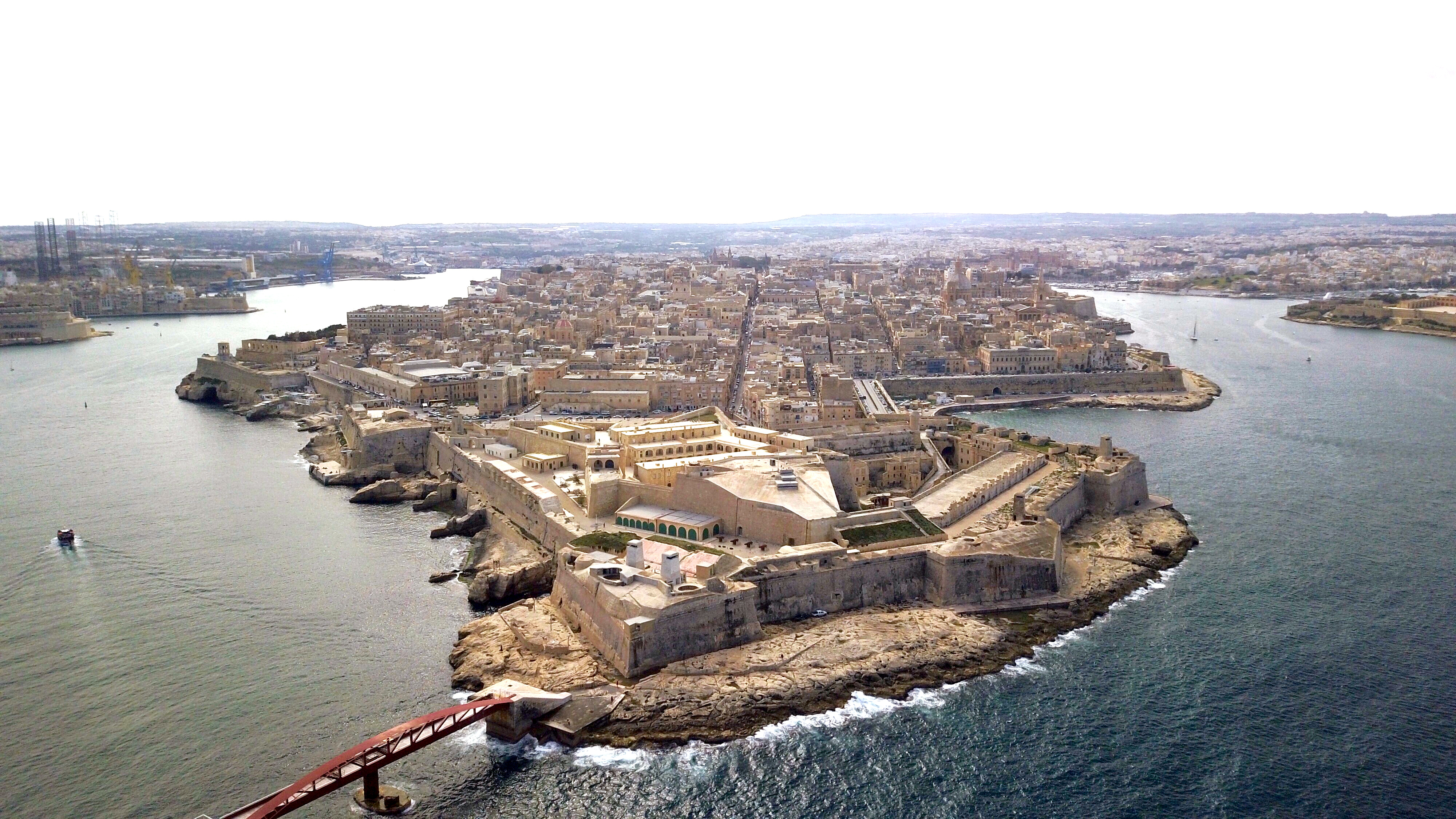
聖エルモ砦

## 世界遺産
1980年にユネスコの世界遺産に登録されている。

### 登録基準
この世界遺産は世界遺産登録基準のうち、以下の条件を満たし、登録された（以下の基準は世界遺産センター公表の登録基準からの翻訳、引用である）。
- (1) 人類の創造的才能を表現する傑作。
- (6) 顕著で普遍的な意義を有する出来事、現存する伝統、思想、信仰または芸術的、文学的作品と直接にまたは明白に関連するもの（この基準は他の基準と組み合わせて用いるのが望ましいと世界遺産委員会は考えている）。